# Sant Quirze de Besora
Sant Quirze de Besora – gmina w Hiszpanii, w prowincji Barcelona, w Katalonii, o powierzchni 8,08 km². W 2011 roku gmina liczyła 2187 mieszkańców.